# Zygmunt Brogowski
Zygmunt Brogowski (ur. 1926, zm. 20 lutego 2021) – polski gleboznawca, prof. dr hab.

## Życiorys
9 października 1990 uzyskał tytuł profesora nauk rolniczych. Pracował w Katedrze Nauk o Środowisku Glebowym na Wydziale Rolniczym Szkole Głównej Gospodarstwa Wiejskiego w Warszawie, był także profesorem na Wydziale Ogrodnicznym (później Wydziale Nauk Społecznych i Przyrodniczych) Wyższej Szkole Ekonomicznej i Humanistycznej im. prof. Szczepana A. Pieniążka w Skierniewicach.
Był członkiem Komitetu Gleboznawstwa i Chemii Rolnej PAN i członkiem zwyczajnym Sekcji Nauk Rolniczych Towarzystwa Naukowego Warszawskiego.